# Đại dịch COVID-19 tại Greenland
Đại dịch COVID-19 tại Greenland là một phần của đại dịch toàn cầu do virus corona 2019 (COVID-19). Virus đã được xác nhận đã lan sang Greenland - một lãnh thổ tự trị của Vương quốc Đan Mạch - vào tháng 3 năm 2020. Đã có 11,971 trường hợp nhiễm COVID-19 và 21 trường hợp tử vong.

## Bối cảnh
Vào ngày 12 tháng 1 năm 2020, Tổ chức Y tế Thế giới (WHO) xác nhận rằng coronavirus mới là nguyên nhân gây ra bệnh đường hô hấp ở một nhóm người ở thành phố Vũ Hán, tỉnh Hồ Bắc, Trung Quốc và đã được báo cáo cho WHO vào ngày 31 tháng 12 năm 2019.
Tỷ lệ ca tử vong đối với COVID-19 thấp hơn nhiều so với đại dịch SARS năm 2003, nhưng tốc độ truyền bệnh cao hơn đáng kể cùng với tổng số người chết cũng đáng kể.

## Dòng thời gian
| COVID-19 tại Greenland () Tử vong Hồi phục Đang điều trị 20202021Thg 3Thg 4Thg 5Thg 6Thg 7Thg 8Thg 9Thg 10Thg 11Thg 12Thg 1Thg 2Thg 3Thg 4Thg 5Thg 6Thg 7Thg 815 ngày gần nhất15 ngày gần nhất | COVID-19 tại Greenland () Tử vong Hồi phục Đang điều trị 20202021Thg 3Thg 4Thg 5Thg 6Thg 7Thg 8Thg 9Thg 10Thg 11Thg 12Thg 1Thg 2Thg 3Thg 4Thg 5Thg 6Thg 7Thg 815 ngày gần nhất15 ngày gần nhất | COVID-19 tại Greenland () Tử vong Hồi phục Đang điều trị 20202021Thg 3Thg 4Thg 5Thg 6Thg 7Thg 8Thg 9Thg 10Thg 11Thg 12Thg 1Thg 2Thg 3Thg 4Thg 5Thg 6Thg 7Thg 815 ngày gần nhất15 ngày gần nhất | COVID-19 tại Greenland () Tử vong Hồi phục Đang điều trị 20202021Thg 3Thg 4Thg 5Thg 6Thg 7Thg 8Thg 9Thg 10Thg 11Thg 12Thg 1Thg 2Thg 3Thg 4Thg 5Thg 6Thg 7Thg 815 ngày gần nhất15 ngày gần nhất | COVID-19 tại Greenland () Tử vong Hồi phục Đang điều trị 20202021Thg 3Thg 4Thg 5Thg 6Thg 7Thg 8Thg 9Thg 10Thg 11Thg 12Thg 1Thg 2Thg 3Thg 4Thg 5Thg 6Thg 7Thg 815 ngày gần nhất15 ngày gần nhất |
| --- | --- | --- | --- | --- |
| Ngày | Ngày | | Ca nhiễm | Ca nhiễm |
| 2020-03-16 | 2020-03-16 | | 1(n.a.) | |
| 2020-03-17 | | | | |
| 2020-03-18 | 2020-03-18 | | 2(+100%) | |
| ⋮ | ⋮ | | 2(=) | |
| 2020-03-22 | 2020-03-22 | | 4(+100%) | |
| 2020-03-23 | | | | |
| 2020-03-24 | 2020-03-24 | | 5(+25%) | |
| 2020-03-25 | 2020-03-25 | | 6(+20%) | |
| 2020-03-26 | | | | |
| 2020-03-27 | 2020-03-27 | | 10(+66%) | |
| 2020-03-27 | 2020-03-27 | | 10(=) | |
| ⋮ | ⋮ | | 10(=) | |
| 2020-04-03 | 2020-04-03 | | 10(=) | |
| 2020-04-04 | 2020-04-04 | | 11(+10%) | |
| 2020-04-05 | | | | |
| 2020-04-06 | 2020-04-06 | | 11(=) | |
| 2020-04-07 | 2020-04-07 | | 11(=) | |
| 2020-04-08 | 2020-04-08 | | 11(=) | |
| ⋮ | ⋮ | | 11(=) | |
| 2020-05-24 | 2020-05-24 | | 12(+5%) | |
| ⋮ | ⋮ | | 12(=) | |
| 2020-05-27 | 2020-05-27 | | 13(+5%) | |
| ⋮ | ⋮ | | 13(=) | |
| 2020-06-04 | 2020-06-04 | | 13(=) | |
| ⋮ | ⋮ | | 13(=) | |
| 2020-07-26 | 2020-07-26 | | 13(=) | |
| ⋮ | ⋮ | | 13(=) | |
| 2020-07-27 | 2020-07-27 | | 14(+7,7%) | |
| ⋮ | ⋮ | | 14(=) | |
| 2020-08-06 | 2020-08-06 | | 14(=) | |
| ⋮ | ⋮ | | 14(=) | |
| 2020-10-07 | 2020-10-07 | | 15(+7,1%) | |
| 2020-10-08 | 2020-10-08 | | 15(=) | |
| 2020-10-09 | 2020-10-09 | | 16(+6,7%) | |
| ⋮ | ⋮ | | 16(=) | |
| 2020-10-21 | 2020-10-21 | | 16(=) | |
| 2020-10-22 | 2020-10-22 | | 17(+6,2%) | |
| ⋮ | ⋮ | | 17(=) | |
| 2020-11-05 | 2020-11-05 | | 17(=) | |
| ⋮ | | | | |
| 2020-11-12 | 2020-11-12 | | 18(n.a.) | |
| ⋮ | | | | |
| 2020-11-18 | 2020-11-18 | | 18(n.a.) | |
| ⋮ | ⋮ | | 18(=) | |
| 2020-12-08 | 2020-12-08 | | 19(+5,6%) | |
| ⋮ | ⋮ | | 19(=) | |
| 2020-12-19 | 2020-12-19 | | 19(=) | |
| 2020-12-20 | 2020-12-20 | | 19(=) | |
| 2020-12-21 | 2020-12-21 | | 25(+32%) | |
| ⋮ | ⋮ | | 25(=) | |
| 2020-12-25 | 2020-12-25 | | 26(+4%) | |
| ⋮ | ⋮ | | 26(=) | |
| 2020-12-29 | 2020-12-29 | | 27(+3,8%) | |
| 2020-12-30 | 2020-12-30 | | 27(=) | |
| ⋮ | ⋮ | | 27(=) | |
| 2021-05-18 | 2021-05-18 | | 34(+26%) | |
| ⋮ | ⋮ | | 34(=) | |
| 2021-05-26 | 2021-05-26 | | 36(+5,9%) | |
| 2021-05-27 | 2021-05-27 | | 36(=) | |
| 2021-05-28 | 2021-05-28 | | 37(+2,8%) | |
| 2021-05-29 | 2021-05-29 | | 37(=) | |
| 2021-05-30 | 2021-05-30 | | 40(+8,1%) | |
| ⋮ | ⋮ | | 40(=) | |
| 2021-06-05 | 2021-06-05 | | 43(+7,5%) | |
| ⋮ | ⋮ | | 43(=) | |
| 2021-06-11 | 2021-06-11 | | 44(+2,3%) | |
| ⋮ | ⋮ | | 44(=) | |
| 2021-06-15 | 2021-06-15 | | 49(+11%) | |
| ⋮ | ⋮ | | 49(=) | |
| 2021-08-01 | 2021-08-01 | | 122(+149%) | |
| ⋮ | ⋮ | | 122(=) | |
| 2021-08-11 | 2021-08-11 | | 201(+65%) | |
| Sources: - Worldometers | | | | |

Vào ngày 16 tháng 3, trường hợp đầu tiên tại lãnh thổ đã được xác nhận. Bệnh nhân đầu tiên bị nhiễm bệnh sống ở thủ đô, Nuuk và được đưa đi cách ly tại nhà.
"Các công tác chuẩn bị đã được bắt đầu để đối phó với tình hình mới. Điều quan trọng là công dân tuân theo các khuyến nghị của chúng tôi vì hiện nay dịch bệnh đã đến đất nước", Thủ tướng Greenland Kim Kielsen cho biết tại một cuộc họp báo, theo tờ Sermitsiaq. Tất cả các chuyến bay không thiết yếu đến và đi từ Greenland, cũng như các chuyến bay nội địa, đều được khuyến cáo không nên thực hiện. Không khuyến khích các cuộc tụ tập công khai với hơn 100 người và những công dân trở về từ các khu vực có nguy cơ cao nên tự cách ly trong hai tuần.
Vào ngày 28 tháng 3, chính phủ cấm bán đồ uống có cồn cho đến ngày 15 tháng 4 ở Greenland.
Tính đến ngày 9 tháng 4, đã có 11 trường hợp được xác nhận, tất cả đều ở Nuuk, tất cả đều đã hồi phục, khiến Greenland trở thành vùng lãnh thổ bị ảnh hưởng đầu tiên trên thế giới không xó ca dương tính nào nữa trong cộng đồng và không có trường hợp nào tử vong.
Vào ngày 24 tháng 5, sau một thời gian dài không có ca mắc mới nào, 1 người từ Aasiaat có xét nghiệm dương tính khi nhập cảnh vào Greenland. Đây là trường hợp đầu tiên mắc ngoài Nuuk. Người đó đã ở Đan Mạch, nơi ông đã nhiễm COVID-19, hồi phục hoàn toàn và có kết quả xét nghiệm âm tính trước khi trở về Greenland. Người ta cho rằng xét nghiệm dương tính mới chỉ là kết quả của phần còn sót lại từ sự lây nhiễm trước đó (như đã biết từ một số trường hợp khác) và không có nguy cơ lây nhiễm cho người khác nhưng để đề phòng người đó được đưa vào diện cách ly. Một trường hợp tương tự nhưng không liên quan với ca trước đã được phát hiện mắc ở Ilulissat vào ngày 27 tháng 5. Sau khi 2 ca trên có loạt xét nghiệm âm tính và có một thời gian cách ly, Greenland không còn COVID-19 trong vùng lãnh thổ từ ngày 4 tháng 6.

## Các trường hợp theo khu tự quản
| Khu        | Số ca | Ca tử vong |
| ---------- | ----- | ---------- |
| Avannaata  | 8     | 0          |
| Kujalleq   | 2     | 0          |
| Qeqertalik | 8     | 0          |
| Qeqqata    | 1     | 0          |
| Sermersooq | 21    | 0          |
| Tổng cộng  | 40    | 0          |